# جوزيف بيرسون (لاعب كريكت)
جوزيف بيرسون (بالإنجليزية: Joseph Pearson)‏ (26 مارس 1860 في المملكة المتحدة - 1892 في المملكة المتحدة) هو لاعب كريكت بريطاني (وحمل سابقاً جنسية المملكة المتحدة لبريطانيا العظمى وأيرلندا). لعب مع نادي مقاطعة نوتنغهامشير للكريكت ‏.

## وصلات خارجية
- جوزيف بيرسون على موقع إي آس بي آن كريك إنفو (الإنجليزية)